# Эстли, Делаваль
Де́лаваль Грэм Л'Эстре́йндж Э́стли (англ. Delaval Graham L'Estrange Astley; 7 декабря 1868 — 17 мая 1951, Роксхем, Норфолк) — шотландский и британский кёрлингист. Участник мужской сборной Великобритании, которая выиграла золотые медали на зимних Олимпийских играх 1924 года, став самыми первыми олимпийскими чемпионами по кёрлингу.

## Достижения
- Зимние Олимпийские игры: золото (1924).

## Команды
| Сезон | Четвёртый      | Третий     | Второй       | Первый          | Запасной                                                       | Турниры  |
| ----- | -------------- | ---------- | ------------ | --------------- | -------------------------------------------------------------- | -------- |
| 1924  | Уильям Джексон | Робин Уэлш | Томас Мюррей | Лоуренс Джексон | Джон Робертсон-Эйкман Джон Маклауд Уильям Браун Делаваль Эстли | ЗОИ 1924 |

(скипы выделены полужирным шрифтом)